# Calocedrus formosana
Calocedrus formosana е вид растение от семейство Кипарисови (Cupressaceae). Видът е застрашен от изчезване.

## Разпространение
Разпространен е в Тайван.